# 寄席囃子
寄席囃子（よせばやし）とは、寄席で用いられる囃子全般を指す。

## 概要
寄席囃子は、
1. 興行の習俗にかかわる囃子
2. 出囃子
3. 受け囃子
4. はめもの
5. 色物の囃子

に大別される。4.と5.については地囃子と呼ぶ場合がある。
寄席囃子の演奏者は、客席から見て左側奥の「下座」（げざ）に控え、御簾ごしに出演者のようすを見ながら演奏する。演奏者のことを「下座」または「お囃子」「「囃子方」」と称し、また、寄席囃子そのものを「下座音楽」と称することがある。
演奏に使用される楽器としては、主として三味線、太鼓、笛、当り鉦がある。鳴物は、歌舞伎の下座音楽にならい、太鼓や鉦は落語家の前座が受け持ち、三味線・笛・歌などは多くの場合、芸達者な婦人が担当する。
寄席囃子は、江戸時代の上方（大坂・京）の地を発祥とし、寄席興行の揺籃期から寄席の演芸には切っても切れないものとして発展してきた。

## 寄席の習俗にかかわる囃子
寄席の日々の行事として奏される囃子で、一番太鼓、二番太鼓、追い出し（打出し）がある。
「一番太鼓」は、開場の合図となる太鼓で、「ドンドンドンと来い」と聞こえるように叩く。
「二番太鼓」は、演じ手がすでに楽屋入りをしたことを知らせる太鼓で、これから演芸が始まるという合図として開演前に叩く太鼓である。笛をともない、「お多福来い来い」と聞こえるように賑やかに囃す。
寄席の終演時に叩く太鼓が「追い出し」（打出し）で、「出てけ出てけ出てけ」と聞こえるように叩く。
これらは、歌舞伎における劇場の習俗にほぼ準じている。

## 出囃子
出囃子は、落語家や漫才師などが登場するときに用いられる囃子であり、個人の芸風や好みによって特定の曲がある。また、その芸格によって曲が変わることがある。当初はもっぱら上方で行われていたが、大正年間（1912年-1925年）に東京の寄席に移植された。それまで、東京の寄席では、落語家は「片しゃぎり」という太鼓で静かに高座にあがっており、とくに噺だけで聴衆を堪能させる素噺（すばなし）では、ぶっきらぼうな太鼓の音だけで聴衆と対面するのが江戸以来の粋とされていたのである。東京の寄席に出囃子を持ちこんだのは、1917年（大正6年）8月に睦会を立ち上げた5代目柳亭左楽を中心とするグループであったといわれる。
現在では、落語家のテーマソングのようになっており、長唄・浄瑠璃・小唄・俗曲・民謡・童謡など、出囃子に用いられる楽曲は多様である。

## 受け囃子
受け囃子は、落語のサゲの台詞を受けたもので、演者ごとの口演の終わりを告げる囃子である。

## 地囃子
地囃子は、色物と総称される奇術や曲芸などを演じている間に演奏される囃子である。
なお、上方落語においては、物語の背景に囃子や歌を伴奏として入れ、噺の情景描写や主人公の心理描写に用いることがあり、これはしばしば「はめもの」と称される。